# Albrekt III av Brandenburg
Ej att förväxla med kurfurst Albrekt Akilles av Brandenburg (1414-1486).

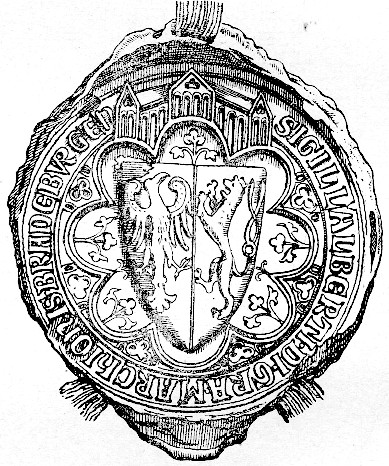
Albrekt III:s sigill som markgreve av Brandenburg.

Albrekt III av Brandenburg, född omkring 1250, död 1300, var medregerande markgreve av Brandenburg som markgreve av Brandenburg-Salzwedel. Han tillhörde den ottoniska linjen av huset Askanien, som son till Otto III av Brandenburg.

## Biografi
Albrekt III var tredje son till markgreve Otto III av Brandenburg och hans hustru prinsessan Beatrix av Böhmen, och därmed dotterson till kung Wenzel I av Böhmen. Han förde officiellt titeln markgreve och undertecknade även officiella dokument i sin roll som medregent, men intog en underordnad politisk roll till sin kusin Otto IV "med pilen", som i praktiken var Brandenburgs regent. Albrekt förvaltade Stargards borglän och var från 1284 officiellt herre till Stargard och Lychen.
Omkring 1299 avled Albrekt III:s båda söner Johan och Otto. Han skänkte då sin svärson Henrik II av Mecklenburg Stargard, som redan 1292 medförts i äktenskapet mellan Albrekts dotter Beatrix och Henrik II. Genom fördraget i Wittmannsdorf 1304 bekräftades förläningen av Stargard till Henrik.
Ett år före sin död, 1299, instiftade han klostret Himmelpfort i närheten av Fürstenberg/Havel. Albrekt avled omkring 4 december 1300 och begravdes i Kloster Lehnin. 1309 överfördes hans kvarlevor till det då nyuppförda klostret i Himmelpfort, men den exakta gravplatsen är idag okänd.

## Familj
Albrekt III gifte sig 1268 med prinsessan Matilda av Danmark (död 1300), dotter till kung Kristoffer I av Danmark. Med henne fick han barnen:
- Otto (före 1276–1299)
- Johan (död 1299)
- Beatrix (död 22 september 1314), gift med furst Henrik II av Mecklenburg
- Margareta (1270–1315), gift med:
  - 1291–1296 kung Przemysław II av Polen
  - 1302–1309 markgreve Albrekt III av Sachsen-Lauenburg